# Drassyllus zimus
Drassyllus zimus Platnick & Shadab, 1982 è un ragno appartenente alla famiglia Gnaphosidae.

## Etimologia
Il nome proprio deriva da un'arbitraria combinazione di lettere, come indicato dallo stesso descrittore nella pubblicazione. In realtà sembra comunque riferirsi, in parte, alla località messicana di rinvenimento: Zimapán.

## Caratteristiche
Fa parte dell'insularis-group di questo genere: ha varie somiglianze con D. lepidus e D. tinus; se ne distingue per il corto e sinuoso margine anteriore dell'epigino femminile.
L'olotipo femminile rinvenuto ha lunghezza totale è di 3,35mm; la lunghezza del cefalotorace è di 1,55mm; e la larghezza è di 1,27mm.

## Distribuzione
La specie è stata reperita nel Messico centrale: 5 miglia a nord di Zimapán, nello stato di Hidalgo.

## Tassonomia
Al 2015 non sono note sottospecie e dal 1982 non sono stati esaminati nuovi esemplari.